# Вогонь у крові
Вогонь у крові (ісп. Fuego en la sangre) —  мексиканский телесеріал у жанрі драми, мелодрами, який створила компанія Televisa. В головних ролях — Адела Нор'єга, Едуардо Яньєс, Елізабет Альварес, Хорхе Салінас, Нора Салінас, Пабло Монтеро, Діана Брачо, Марія Сорте, Гільєрмо Гарсія Канту, Рене Касадос.
Перша серія вийшла в ефір 21 січня 2008 року.
Серіал має 1 сезон. Завершився 206-м епізодом, який вийшов у ефір 2 листопада 2008 року.
Режисер серіалу — Мігель Корсега.
Сценарист серіалу — Ліліана Абуд, Рікардо Фіальєга, Хуліо Хіменес.
Продюсер серіалу — Сальвадор Мехія.
Серіал є адаптацією колумбійського серіалу — Тихі води (ісп. Las aguas mansas), 1994.

## Сюжет
Брати Рейєс (Хуан, Оскар та Франко) живуть разом зі своєю молодшою сестрою Лівією. Якось вони дізнаються, що сестра таємно зустрічається з чоловіком, який годиться їй у батьки. Багач Бернардо Елісондо обіцяє одружитися з Лівією, але не повідомляє нічого про свою дружину і трьох дочок — Софію, Сару та Хімену. Незабаром він гине, а Лівія розуміє, що вагітна. Боячись гніву братів, вона приходить у будинок Елісондо за допомогою, але вислуховує образи від дружини Бернардо — Габріели. У розпачі вона вирішує накласти на себе руки. Брати, дізнавшись правду, вирішують помститися сім'ї Бернардо за поламане життя сестри та спокусити його дочок.

## Сезони
| Сезон | Епізоди | Епізоди | Оригінальний показ | Оригінальний показ | Оригінальний показ |
| Сезон | Епізоди | Епізоди | Перший показ       | Останній показ     | Мережа             |
| ----- | ------- | ------- | ------------------ | ------------------ | ------------------ |
| 1     | 206     | 206     | 21 січня 2008      | 2 листопада 2008   | Televisa           |

## Актори та ролі
| Актор                  | Роль                                             |
| ---------------------- | ------------------------------------------------ |
| Адела Нор'єга          | Софія Елісондо Асеведо / Софія Елісондо Родрігес |
| Едуардо Яньєс          | Хуан Роблес Рейес                                |
| Елізабет Альварес      | Хімена Елісондо Асеведо                          |
| Хорхе Салінас          | Оскар Роблес Рейес                               |
| Нора Салінас           | Сара Елісондо Асеведо                            |
| Пабло Монтеро          | Франко Роблес Рейес                              |
| Діана Брачо            | Донья Габріела Асеведо вдова Елісондо            |
| Марія Сорте            | Єва Родрігес                                     |
| Гільєрмо Гарсія Канту  | Фернандо Ескандон                                |
| Рене Касадос           | Тадео                                            |
| Нінель Конде           | Розаріо Монтес                                   |
| Хоакін Кордеро         | Дон Агустін Асеведо                              |
| Патрисія Реєс Спіндола | Квінтіна                                         |
| Джулісса               | Ракель Сантос Трухільо де Урібе                  |
| Хільберто де Анда      | Рікардо Урібе Казанова                           |
| Сусана Сабалета        | Рут Урібе Сантос / Рут Урібе Асеведо             |
| Серхіо Акоста          | Армандо Наварро                                  |
| Альма Мур'єль          | Солдедад                                         |
| Сільвія Піналь         | Санта «Сантіта»                                  |
| Шерлін                 | Лібія Роблес Рейес                               |
| Карлос Брачо           | Дон Бернардо Елісондо                            |
| Софія Вергара          | Леонора Кастанеда                                |
| Крістіан де ла Фуенте  | Деміан Феррер                                    |
| Едуардо Капетільйо     | Педро Рейес                                      |
| Аврора Клавель         | Офелія                                           |
| Девід Ренкорет         | доктор Гомес                                     |
| Серхіо Рейносо         | Алехандро Рейес "Бос"                            |
| Вісенте Фернандес мол. | Вісенте «Ченте» Роблес                           |
| Тоні Вела              | Рікардо Урібе мол. «Ель Койот»                   |
| Луїс Рейносо           | Росендо                                          |
| Ісаура Еспіноса        | Гортензія                                        |
| Луїс Фернандо Пенья    | Рігоберто                                        |
| Радамес де Хесус       | Еладіо                                           |
| Габі Рамірес           | Євгенія                                          |
| Хайме Пуга             | комісар                                          |
| Рікардо Вера           | доктор Монтес                                    |
| Маріо Арельяно         | Пабліто                                          |
| Родріго Мехія          | Беніто Урібе                                     |
| Алехандро Арагон       | Октавіо Урібе                                    |
| Карлос Кардан          | Аполінар                                         |
| Адальберто Парра       | Брухо                                            |
| Антоніо Медельїн       | Фабіо                                            |
| Роберто Вандер         | доктор Гілберто Кастаньеда                       |
| Марсіал Салінас        | Набор                                            |
| Фернандо Роблес        | "Едерсандро"                                     |
| Ельза Карденас         | Головна черниця                                  |
| Нора Веласкес          | Марія Есперанса                                  |
| Ребека Манрікес        | Марія Карідад                                    |
| Рената Флорес          | Петра Санчес                                     |
| Хуан Карлос Флорес     | Тобіас                                           |
| Хуан Карлос Бонет      | Бруно Феррано                                    |
| Хосе Антоніо Феррал    | Сауль                                            |
| Міріам Саїд            | Мартіта                                          |
| Мануель Ландета        | Ансельмо Крус                                    |
| Ньюрка Маркос          | Маракуйя                                         |
| Луїс Кадена            | Фермін                                           |
| Телма Дорантес         | Міська леді                                      |
| Роберто Д'Аміко        | єпископ                                          |
| Альберт Чавес          | Молодь                                           |
| Ернесто Лагуардія      | Хуан Хосе Роблес                                 |
| Лурдес Мунгія          | Марія Лібія Рейес де Роблес                      |
| Бланка Санчес          | Аїда де Асеведо                                  |
| Серхіо Маєр            | Роман                                            |
| П'єтро Ваннуччі        | Гонсало                                          |

## Аудиторія

### Мексика
| Сезон | Часовий інтервал | Серії | Перший ефір        | Перший ефір | Останній ефір         | Останній ефір | Ранг | Рейтинг середній |
| Сезон | Часовий інтервал | Серії | Дата               | Рейтинг     | Дата                  | Рейтинг       | Ранг | Рейтинг середній |
| ----- | ---------------- | ----- | ------------------ | ----------- | --------------------- | ------------- | ---- | ---------------- |
| 1     | 21-00            | 200   | 21 січня 2008 року | 29,5        | 2 листопада 2008 року | 36,8          | #1   | 33,1             |

## Інші версії
- Колумбія — Тихі води (ісп. Las aguas mansas), 1994 — колумбійський телесеріал, виробництва RTI Producciones для телеканалу Cadena Uno. У головних ролях Маргарита Ортега, Хуан Себастьян Арагон.
- Колумбія — Таємна пристрасть (ісп. Pasión de gavilanes), 2003 — колумбійський телесеріал, виробництва RTI Producciones, Caracol Televisión і Telemundo. У головних ролях Данна Гарсія, Маріо Сімарро, Паола Рей, Хуан Альфонсо Баптіста, Наташа Клаусс, Мішель Браун.
- Іспанія  — Яструби (ісп. Gavilanes), 2010 — іспанський телесеріал, виробництва Gestmusic Endemol для телеканалу Antena 3. У головних ролях Родольфо Санчо, Клаудія Бассольс, Діана Паласон.
- США  — Земля королів (ісп. Tierra de reyes), 2014 — американський телесеріал, виробництва телеканалу Telemundo. У головних ролях Аарон Діас, Соня Сміт, Ана Лорена Санчес.
- Філіппіни  — Пристрасть кохання (тагал. Pasión de Amor), 2015 — філіппінський телесеріал, виробництва компанії ABS-CBN. У головних ролях Джейк Куенка, Арсі Муньос, Еджей Фалькон, Еллен Адарна, Джозеф Марко та Колін Гарсія.

## Нагороди та номінації
| Рік  | Нагорода                       | Категорія                                    | Номінант                           | Результат |
| ---- | ------------------------------ | -------------------------------------------- | ---------------------------------- | --------- |
| 2008 | Tv Adicto Golden Awards        | Найкраща пісня                               | Вісенте Фернандез                  | Перемога  |
| 2008 | Tv Adicto Golden Awards        | Найкраща комедійна жіноча роль               | Патрисія Реєс Спіндола             | Перемога  |
| 2008 | Tv Adicto Golden Awards        | Найкраща головна жіноча роль                 | Марія Сорте                        | Перемога  |
| 2008 | Tv Adicto Golden Awards        | Злодій                                       | Гільєрмо Гарсія Канту              | Перемога  |
| 2008 | Tv Adicto Golden Awards        | Найкращий чоловічий герой                    | Едуардо Яньєс                      | Перемога  |
| 2008 | Tv Adicto Golden Awards        | Найкращий сценарій                           | Ліліана Абуд, Рікардо Фіальєга     | Перемога  |
| 2008 | Tv Adicto Golden Awards        | Найкраща режисура                            | Мігель Корсега                     | Перемога  |
| 2008 | Tv Adicto Golden Awards        | Найкраще виробництво                         | Сальвадор Мехія                    | Перемога  |
| 2008 | Tv Adicto Golden Awards        | Найкраща теленовела від Televisa             | Сальвадор Мехія                    | Перемога  |
| 2008 | Tv Adicto Golden Awards        | Спеціальна нагорода за кращу теленовелу року | Сальвадор Мехія                    | Перемога  |
| 2009 | Premios TVyNovelas 2009        | Найкраща теленовела                          | Сальвадор Мехія                    | Перемога  |
| 2009 | Premios TVyNovelas 2009        | Найкраща акторка                             | Адела Нор'єга                      | Номінація |
| 2009 | Premios TVyNovelas 2009        | Найкращий актор                              | Едуардо Яньєс                      | Номінація |
| 2009 | Premios TVyNovelas 2009        | Найкращий актор                              | Хорхе Салінас                      | Номінація |
| 2009 | Premios TVyNovelas 2009        | Злодійка                                     | Діана Брачо                        | Перемога  |
| 2009 | Premios TVyNovelas 2009        | Злодій                                       | Гільєрмо Гарсія Канту              | Перемога  |
| 2009 | Premios TVyNovelas 2009        | Найкраща співавторка головної ролі           | Патрисія Реєс Спіндола             | Перемога  |
| 2009 | Premios TVyNovelas 2009        | Найкращий співавтор головної ролі            | Рене Касадос                       | Номінація |
| 2009 | Premios TVyNovelas 2009        | Найкраща оригінальна історія чи адаптація    | Ліліана Абуд                       | Номінація |
| 2009 | Premios TVyNovelas 2009        | Найкраща режисура                            | Мігель Корсега                     | Номінація |
| 2009 | Premios TVyNovelas 2009        | Найкраща операторська робота                 | Мануель Барахас, Хесус Акунья Лы   | Номінація |
| 2009 | Yearly Review by Televisa 2008 | Теленовела року                              | Сальвадор Мехія                    | Перемога  |
| 2009 | Bravo Awards                   | Злодійка                                     | Діана Брачо                        | Перемога  |
| 2009 | Bravo Awards                   | Злодій                                       | Гільєрмо Гарсія Канту              | Перемога  |
| 2009 | Bravo Awards                   | Найкраща співавторка головної ролі           | Патрисія Реєс Спіндола             | Перемога  |
| 2009 | ACE Awards                     | Найкращий актор                              | Едуардо Яньєс                      | Перемога  |
| 2009 | ACE Awards                     | Найкраща жіноча роль                         | Марія Сорте                        | Перемога  |
| 2009 | Fama Awards                    | Найкраща телевізійна акторка                 | Адела Нор'єга                      | Перемога  |
| 2009 | Oye Awards                     | Найкраща музична тема                        | "Para siempre" — Вісенте Фернандез | Перемога  |
| 2010 | Tv Adicto Golden Awards        | Найкраща пісня десятиліття                   | "Para siempre" — Вісенте Фернандез | Перемога  |